# Habib Sissoko (piłkarz)
Habib Sissoko (ur. 24 maja 1971 w Juvisy-sur-Orge) – malijski piłkarz występujący na pozycji napastnika.
Rozegrał dwa spotkania w reprezentacji Mali, oba w 1999. Wystąpił wówczas w meczach kwalifikacyjnych do Pucharu Narodów Afryki 2000 z Namibią (2:1 i 0:0).

## Statystyki ligowe
| Rozgrywki                        | Kraj       | Poziom | Klub | Mecze | Gole |
| -------------------------------- | ---------- | ------ | --- | ----- | ---- |
| Division 2                       | Francja    | II     | CS Louhans-Cuiseaux | 19    | 3    |
| Division 3, National 1, National | Francja    | III    | FC Plessis-Trévise Villecresnes, US Créteil-Lusitanos, Olympique Noisy-le-Sec, Nîmes Olympique, Stade Brestois 29, AS Cannes | 120   | 36   |
| Second Division                  | Anglia     | III    | Preston North End | 7     | 0    |
| Third Division                   | Anglia     | IV     | Torquay United | 14    | 2    |
| I Divisão                        | Portugalia | I      | União Leiria | 1     | 0    |
| II Divisão                       | Portugalia | II     | União Madeira | 10    | 1    |
| Scottish First Division          | Szkocja    | II     | Airdrieonians | 1     | 1    |
| Division 2                       | Belgia     | II     | Cappellen FC | 18    | 9    |